# 25907 Capodilupo
25907 Capodilupo este un asteroid din centura principală de asteroizi.

## Descriere
25907 Capodilupo este un asteroid din centura principală de asteroizi. A fost descoperit pe 3 ianuarie 2001 la Socorro, New Mexico, în cadrul proiectului LINEAR. Asteroidul prezintă o orbită caracterizată de o semiaxă mare de 2,29 ua, o excentricitate de 0,12 și o înclinație de 6,6° în raport cu ecliptica.